# Мармарай (тунел)
Мармарай (на турски: Marmaray Tüneli) е дълъг 13,5 km подводен железопътен тунел в Истанбул, Турция, под пролива Босфор, свързващ Кварталите Казлъчешме и Зейтинбурну в европейската част на града с Айрълъкчешмесъ в азиатската част. Тунелът се състои от два еднорелсови тунела с три подземни железопътни станции: Йеникапъ, Сиркеджи и Юскюдар.
Тунелът Mармарай е отворен за пътнически трафик на 29 октомври 2013 г. През март 2019 г. надземната част на проекта Мармарай е завършена и през тунела започва нормалното движение на влакове, включително градски (цялата линия), YHT и товарни услуги. Тунелът е най-дълбоко потопяемият тръбен тунел в света.

## История
Изграждането на железопътен тунел под Босфора датира от 1860 г., когато султан Абдул Меджид I за първи път предлага подводно преминаване на протока. Проектът е предложен отново през 1892 г., при Абдул Хамид II, когато френски инженери планират такъв тунел. Планът така и не е реализиран.
Плановете за изграждане на модерен тунел през Босфора са предложени през 1997 г. въз основа на проучване за осъществимост от преди десет години и необходимият капитал, осигурен през 1999 г. Подготвителните работи по проекта започват през 2001 г. Строителството започва през май 2004 г. Тунелът е построен от турско-японски консорциум, ръководен от Taisei Corporation. Изграждането на тунел е завършено на 20 октомври 2008 г., а релсите са добавени през 2009 г. Завършването на проекта е забавено поради археологически открития близо до Сиркеджи, с артефакти, датиращи отпреди 8000 години.
Тестовете започват на 6 август 2013 г., а операциите започват на 29 октомври с церемония в Юскюдар.

## Операции
Турските държавни железници притежават тунела, докато влаковете се управляват от TCDD Taşımacılık. И двата тунела са електрифицирани с въздушен проводник 25 kV AC 50 Hz.
Западният портал към тунела е в Kазлъчешме, Зейтинбурну от европейската страна на града, точно на запад от Фатих. От трите коловоза, които се приближават до западния портал, два от тях влизат в тунела, докато третият коловоз продължава към гара Сиркеджи.
Източният портал към тунела се намира в Aйрълъкчешмеси, Kадъкьой от азиатската страна на града. Гара Айрълъкчешмеси се намира точно пред източния портал. След гара Айрълъкчешмеси двата коловоза се свързват с железопътната линия Истанбул-Анкара от гара Хайдарпаша и продължават към Гебзе и Анадола.
Към ноември 2017 г. TCDD Taşımacılık извършва 164 двупосочни пътувания между Kазлъчешме и Aйрълъкчешмеси на интервали от всеки 5 минути в пиковите часове до 10/15 минути в извънпиковите часове. Общо през тунелите Мармарай преминават 328 планирани влака дневно.

## Инженерство
Подводният участък на тунела Мармарай е най-дълбоко потопеният тръбен тунел в света, като най-дълбоката му точка е на 60 м под морското равнище. Този участък от тунела е дълъг 1387 м и се състои от 11 секции, спуснати чрез шлепове по Босфора. Осем от тези секции са с дължина 135 m, две от тях са с дължина 98,5 m и една с дължина 100 m. Тези потопяеми тръбни тунели са свързани чрез пробити тунели от двете страни. Преди участъците на тунела да бъдат спуснати, трябва да се укрепи част от земята под Босфора. Това става чрез спускане на бетонни колони с дължина от 4 до 10 метра, които стабилизират района. Тунелите са сглобени на сухи докове в Тузла и тествани край Бююкада. След тестване те са изтеглени с влекачи до позициите си в южния край на Босфора.
След като тунелите са спуснати на място, те са покрити с пълнеж, обезводнени и запечатани.
Тунелопробивни машини са използвани за пробиване на тунели под земята. Подземният участък на тунела се състои от два тръбни тунела, всеки с един път. Във всяка тръба има пътеки.